# Société d'histoire et d'archéologie de l'arrondissement de Saint-Malo
La Société d'Histoire et d'Archéologie de l'arrondissement de Saint-Malo est une société savante dont l'objet est l'étude et la recherche historique et archéologique dans l'arrondissement de Saint-Malo et des anciens diocèses de Dol et Saint-Malo. Elle a été fondée en 1899 par Louis Duchesne, Hippollyte Harvut, Jean-Marie Hamon et Eugène Herpin, Étienne Dupont.
La Société d'histoire et d'archéologie se donne pour tâche de sauvegarder le patrimoine historique et archéologique (monuments, édifices, sites urbains ou naturels...) de la région.
En 2024, elle comptait 652 membres et elle organise douze réunions par an, cinq excursions et diverses visites locales. Elle publie chaque année les « Annales de la Société d'histoire et d'archéologie de l'arrondissement de Saint-Malo » qui rendent compte des recherches de ses membres, et a édité des tables couvrant la totalité des « Annales » jusqu'en 1999. La Société attribue un prix étudiant chaque année.
En 2018, elle reçoit le prix spécial des sociétés savantes du conseil de la Fondation des travaux historiques et scientifiques.
Elle fait partie de la Fédération des sociétés historiques de Bretagne, qui regroupe dix sociétés.

## Liste des dirigeants
| Identité            | Période | Période | Durée |
| Identité            | Début   | Fin     | Durée |
| ------------------- | ------- | ------- | ----- |
| Jean-Luc Blaise (d) | 2017    |         |       |

## Quelques articles publiés dans les «Annales» de la Société

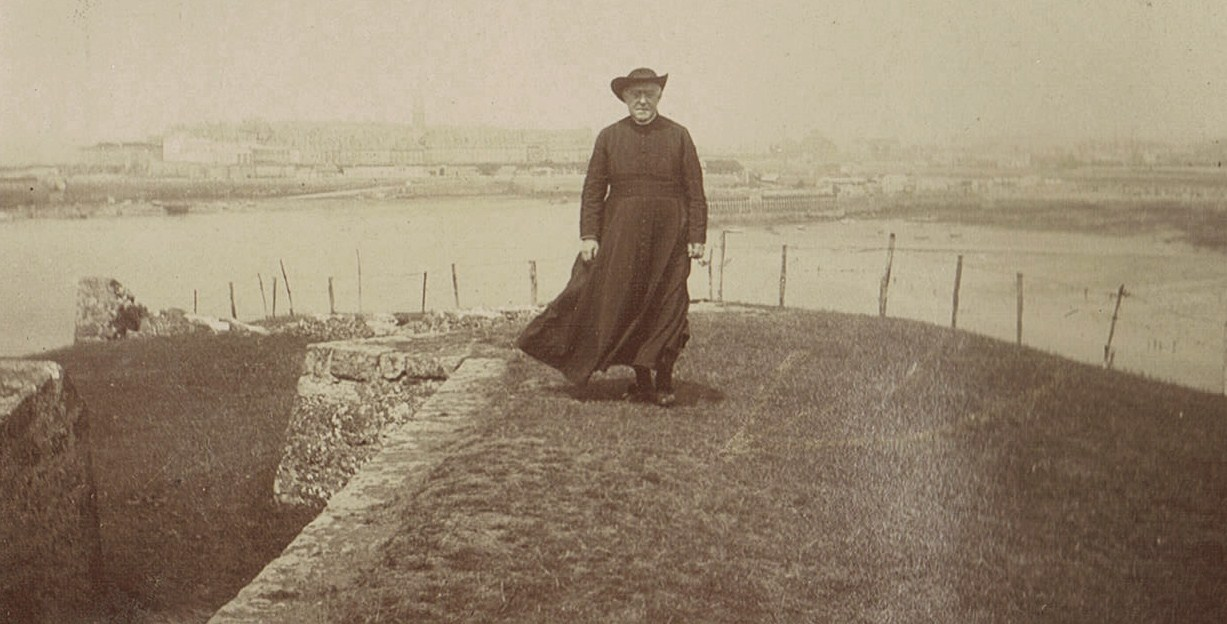
Louis Duchesne (1843-1922) sur le fort de la Cité d'Aleth, à Saint-Servan-sur-Mer, cliché de Paul Miniac.

Voici, à titre d'exemples, une liste d'articles, classés chronologiquement, publiés dans les Annales de la Société d'histoire et d'archéologie de l'arrondissement de Saint-Malo :
- « Influence de la guerre d'Indépendance sur l'armement malouin, le commerce colonial, la course, la grande pêche et les gens de mer 1775-1783 », 1976, p. 168-188.
- Malo-Renault, «le peintre Auguste Lemoine » les Annales de la Société historique et archéologique de l'arrondissement de Saint-Malo (1910)[4]
- Hubert Guillotel, « Les évêques d'Alet du IVe au milieu du XIIe siècle », 1980, p. 201-215.
- Maud Bruneau-Chotard, « L'habitat rural dans l'ancien diocèse de Saint-Malo », 1986, p. 145-155
- Hubert Guillotel, « Des vicomtes d'Alet aux vicomtes de Poudouvre», 1990.
- J. P. Brown, « Cap sur Moka. La première expédition des Malouins au Yémen », 1994, p. 147-165.
- Manonmani Filliozat, « Capitaines et hydrographes malouins dans les mers de l'Inde aux XVIIe et XVIIIe siècles », 2001, p. 335-372.